# Cảnh quan săn bắn Nordsjælland
Cảnh quan săn bắn Nordsjælland bao gồm các căn cứ và khu rừng săn bắn ở phía bắc thủ đô Copenhagen đã được UNESCO công nhận là di sản thế giới vào ngày 04 tháng 7 năm 2015. Cảnh quan bao gồm ba khu vực chính: Store Dyrehave, Gribskov và Jægersborg Dyrehave/Jægersborg Hegn.

## Vị trí
Cả ba  khu rừng đều nằm trong bán đảo Nordsjælland về phía bắc của thủ đô Copenhagen. Jægersborg Dyrehave là một công viên rừng với hàng rào gỗ chắn gần thủ đô hơn so với các khu vực còn lại, khi nó nằm trên bờ biển phía đông của bán đảo. Trong khi đó, hồng tâm Kongestenen và Bức tường đá Overdrevsvej ở Store Dyrehave nằm xa hơn về phía bắc của trung tâm Nordsjælland còn khu rừng Gribskov tiếp giáp với hồ Esrum. Store Dyrehave và Gribskov nằm không xa cung điện Frederiksborg và thành phố Hillerød.

## Lịch sử

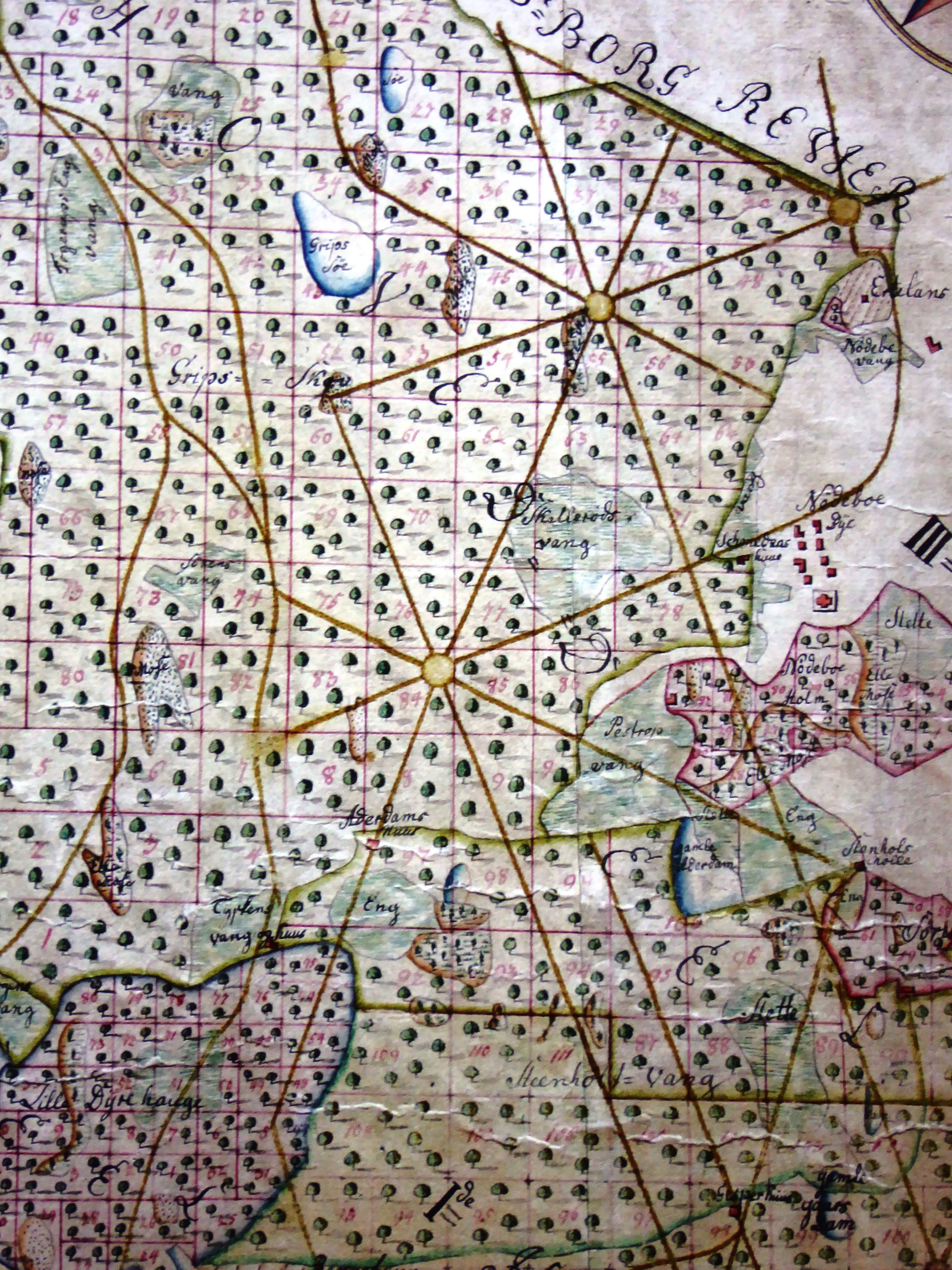
Xem chi tiết từ bản đồ cũ cho thấy mạng lưới đường bộ săn bắn ở Gribskov với 28 nút giao.

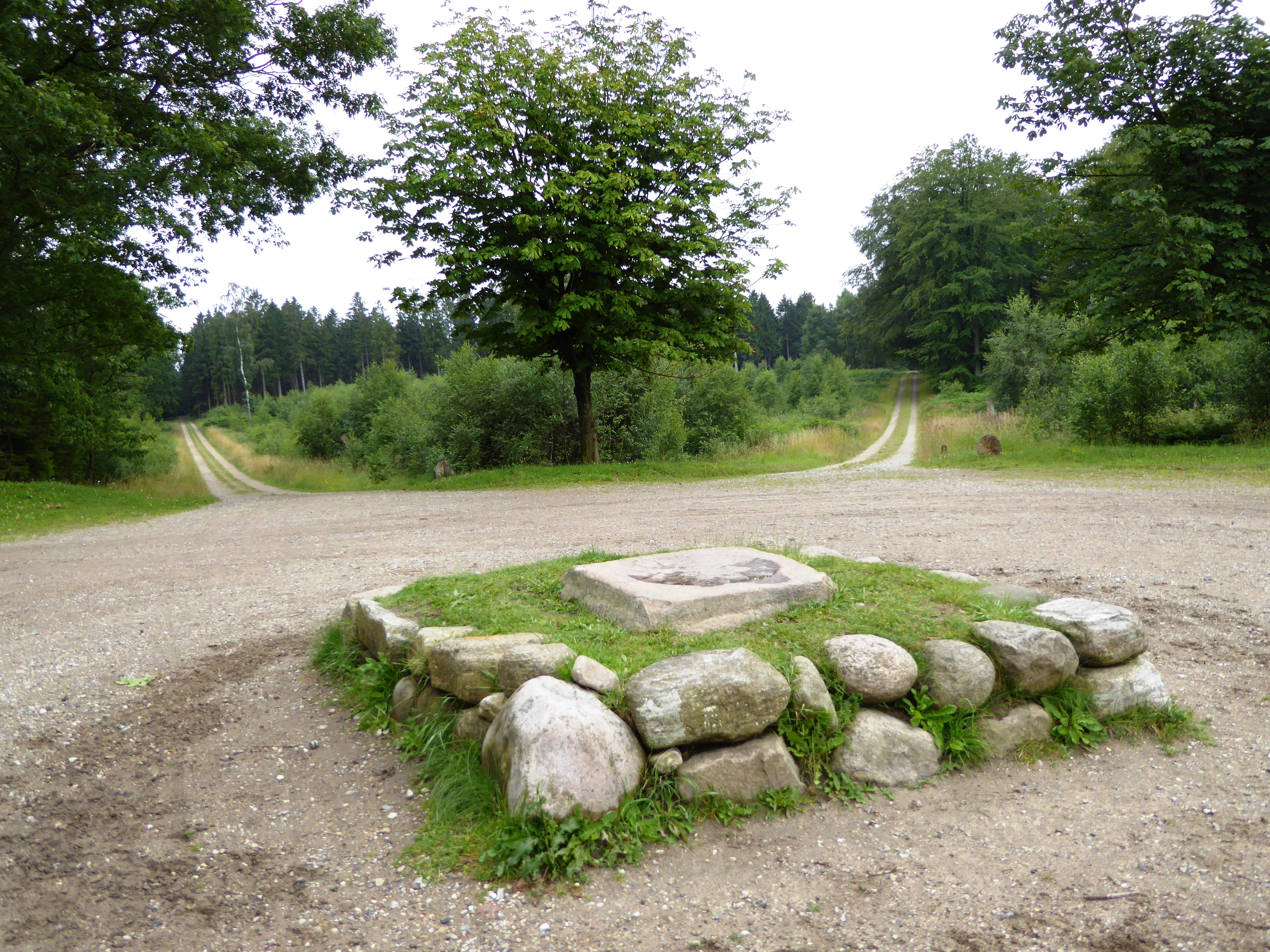
Hồng tâm tại Store Dyrehave được biết đến với tên gọi Kongestenen (Đá vua), có tính năng như là một la bàn.

Các khu rừng và các tòa nhà tại ba địa điểm ở phía bắc Copenhagen là bộ phận của phong cảnh săn bắn Baroque từ thế kỷ 17, 18 được bảo quản tốt. Nơi đây, các quốc vương Đan Mạch săn bắn trong thời Trung cổ. Nó bao gồm các nhà thờ, cảnh quan nông nghiệp và khu rừng săn bắn nằm giữa bán đảo nhấp nhô đồi núi. Trong khoảng thời gian diễn ra Cải cách ở Đan Mạch-Na Uy và Holstein, vào năm 1536, vua Frederick II của Đan Mạch đã tịch thu phần đất đai thuộc Giáo hội Công giáo. Từ 1560, các phần bất động sản khác nhau được sáp nhập để thành lập một khu săn bắn Hoàng gia rộng khắp bán đảo Nordsjælland. Tuy nhiên, năm 1670 thì vua Christian V đã đưa quân đội tới đây để cải tạo vùng đất trở thành một công viên săn bắn hươu xung quanh lâu đài Ibstrup. Thời niên thiếu, nhà vua đã có kinh nghiệm săn bắn trong rừng ở Saint-Germain-en-Laye của Pháp. Sau đó là mua những con chó săn và người phụ trách chúng từ Anh, đổi tên lâu đài Jægersborg thành lâu đài thợ săn) và Jægersborg Dyrehave thành công viên hươu Jægersborg.
Một trong những khía cạnh quan trọng nhất của khu vực săn bắn này chính là mạng lưới các tuyến đường kết nối cảnh quan, chứng minh sức mạnh tuyệt đối của quốc vương. Toàn bộ khu vực bán đảo Nordsjælland được khuôn mẫu với một hệ thống đường Cartesian. Các phiến đá chỉ định những con đường dẫn hướng tới hoặc đi từ tâm. Phương pháp trên cho phép tiếp cận được tất cả các bộ phận của khu rừng mà không sợ bị mất phương hướng.
Tại công viên săn bắn Jægersborg không có mạng đường hình ngôi sao, nhưng thay vào đó, tại đây có sự hiện diện của một nhà nghỉ săn bắn hoàng gia, ban đầu được biết đến với tên gọi là Nhà Hoàng gia hay Hubertus. Năm 1736, nó được xây dựng lại theo phong cách Baroque như hiện tại và được gọi là Ermitageslottet hoặc Nhà nghỉ Săn bắn Hoàng gia. Với vị trí nằm trên đỉnh đồi, từ đây có thể phóng tầm mắt nhìn ra toàn bộ cảnh quan xung quanh và ngược lại, đứng từ bất kỳ vị trí nào của Jægersborg cũng có thể thấy công trình này.

## Bảo tàng Săn bắn và Lâm nghiệp
Phần lớn công việc đề cử Cảnh quan săn bắn Nordsjælland trở thành Di sản thế giới được thực hiện bởi Jette Baagøe, giám đốc Bảo tàng Săn bắn và Lâm nghiệp Đan Mạch nằm ở Hørsholm. Bảo tàng dự kiến sẽ là đơn vị quản lý và điều phối chính thông tin về di sản này. Trên cơ sở có lượng khách đáng kể ghé thăm Bảo tàng Stevns khi Vách đá Stevns trở thành một di sản thế giới vào năm 2014, Baagøe hy vọng nhiều du khách sẽ ghé thăm các bảo tàng ở Nordsjælland, đặc biệt là Bảo tàng Săn bắn và lâm nghiệp, nơi sẽ có một triển lãm đặc biệt về săn bắn thời Trung cổ diễn ra trong tháng 10 năm 2015.